# ولادیمیر اوبروچف
ولادیمیر آفاناسویچ اوبروچف (روسی: Влади́мир Афана́сьевич О́бручев؛ ۲۸ سپتامبر ۱۸۶۳ – ۱۹ ژوئن ۱۹۵۶) یک زمین‌شناس، سیاح، دیرین‌شناس، جغرافی‌دان، و نویسنده اهل امپراتوری روسیه و اتحاد جماهیر شوروی سوسیالیستی بود. وی همچنین یکی از نخستین نویسندگان آثار علمی تخیلی روسیه بود.
اوبروچف در زمینه مطالعات سیبری و آسیای میانه تخصص داشت. وی حدود نیم قرن را به کاوش در این مناطق گذراند و نتیجه مطالعات خود را در سه جلد کتاب تک‌نگاری به‌نام «زمین‌شناسی سیبری» و سپس «تاریخ کاوش‌های زمین‌شناختی سیبری» منتشر کرد. برخی از کارهای وی درباره منشأ بادرفتهای آسیای مرکزی و سیبری، شکل‌گیری یخ و پدیده پرمافروست در سیبری، مسائل زمین‌ساختی سیبری و استخراج طلا در سیبری است.
وی همچنین برنده جوایزی همچون نشان لنین شده است.